# 歯乳頭
歯乳頭（しにゅうとう）は象牙芽細胞とよばれる間葉細胞が凝縮した組織で、歯の発生の段階で組織学的に見られる。エナメル器に囲まれて存在している。胎生8〜10週に出現し、歯の象牙質や歯髄を作り出す。
エナメル器、歯乳頭、歯小嚢の三つの組織は歯胚と呼ばれる組織を形成する。歯及びそれを支える構造がこの歯胚から形成されるため、非常に重要である。